# Acacia bahamensis
Acacia bahamensis é uma espécie de leguminosa do gênero Acacia, pertencente à família Fabaceae.